# قرمزی شفق
قرمزی شفق (به لاتین: Qırmızı Şəfəq) یک منطقه مسکونی در جمهوری آذربایجان است که در شهرستان نفت‌چاله واقع شده است.